# CD Водолея
CD Водолея (лат. CD Aquarii) — двойная затменная переменная звезда типа Алголя (EA) в созвездии Водолея на расстоянии приблизительно 2667 световых лет (около 818 парсеков) от Солнца. Видимая звёздная величина звезды — от +11,7m до +10,8m. Орбитальный период — около 4,8378 суток.

## Характеристики
Первый компонент — белая звезда спектрального класса A5. Эффективная температура — около 6670 К.